# Драгуни (Австро-Угорщина)

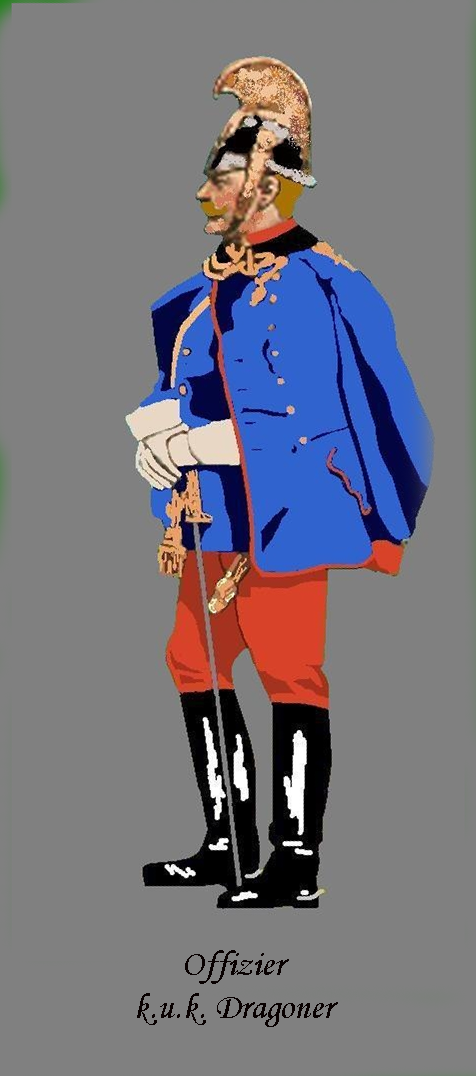
Офіцер драгунів у парадній формі

Драгуни (Цісарсько-королівські драгуни) — як і улани та гусари були складовою частиною кавалерії Збройних Сил Австро-Угорщини.
15 травня 1867 року Австрійська імперія трансформувалася у дуалістичну монархію (Австро-Угорщину). Причиною цьому була поразка Австрії у війні проти Пруссії, яка послабила монархію і змусила її піти на поступки угорцями. Отримавши автономію, угорці почали створювати і власну армію — Ландвер Угорського королівства, тобто угорське ополчення, яке не входило до складу спільної австро-угорської армії. В Цислейтанії (австрійські частині імперії) також був створений власний ландвер.
Таким чином, в Австро-Угорщині було три різні армії: спільна, королівський угорський ландвер та цісарсько-королівський ландвер. Кожна з них мала власні кавалерійські підрозділи. Проте, на відміну від уланів та гусарів, драгуни входили лише до складу «Спільної армії», тобто не було драгунських підрозділів у Ландвері.

## Створення
- До складу Спільної армії входило 15 полків драгунів. Традиційно найбільше рекрутів для підрозділів драгунів набирали у німецько- та чеськомовних регіонах. Більшість полків (крім деяких винятків) теж базувалися там (у Цислейтанії).

- Полк драгунів цісарсько-королівської армії складався з двох дивізіонів, в кожному з яких було 3 ескадрони. Крім того, входили різні допоміжні підрозділи: телеграфна служба, запасні ескадрони, інженерні взводи.

## Полки драгунів Цісарсько-Королівської армії
Назви полків вказані станом на 1914 рік:
- Богемський полк драгунів імператора Франца І № 1
- Богемський полк драгунів графа Паара № 2
- Нижньоавстрійський полк драгунів короля Саксонії Фрідріха Августа № 3
- Верхньоавстрійсько-зальцбурзький полк драгунів Фердинанда І № 4
- Штирійсько-каринтійсько-країнський полк драгунів російського імператора Миколи І № 5
- Моравський полк драгунів графа Фрідріха Франца IV, великого герцога Мекленбургу-Шверіна № 6
- Богемський полк драгунів герцога Лотарингського № 7
- Богемський полк драгунів графа Монтекукколі № 8
- Галицько-буковинський полк драгунів ерцгерцога Альбрехта № 9
- Полк драгунів князя Ліхтеншейна № 10
- Моравський полк драгунів Цісаря № 11
- Богемський полк драгунів великого князя російського Миколи Миколайовича № 12
- Богемський полк драгунів Євгена Савойського № 13
- Богемський полк драгунів князя Віндіш-Грец № 14
- Нижньоавстрійсько-моравський полк драгунів ерцгерцога Йосифа № 15

## Уніформа

### Шолом

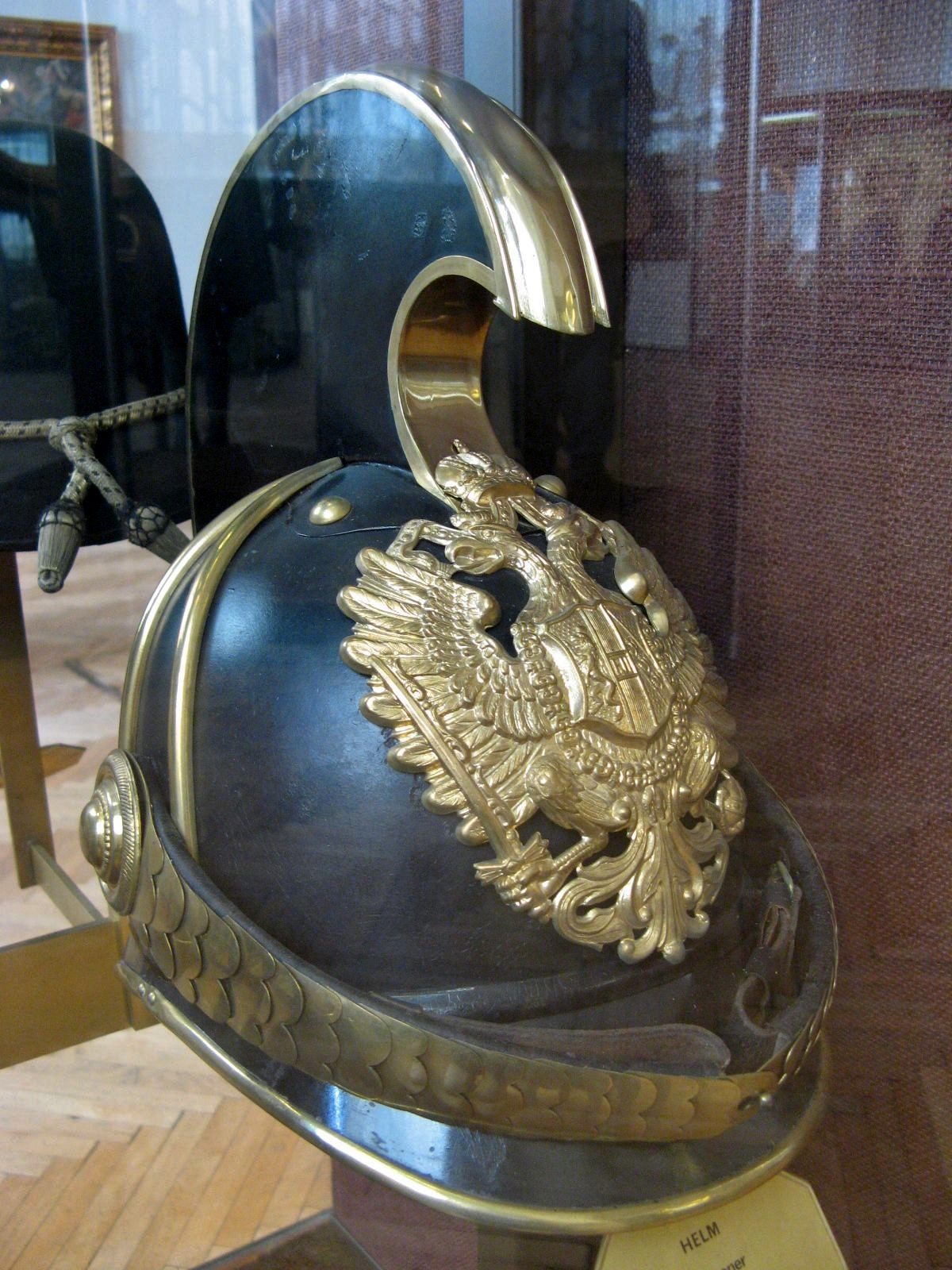
Шолом драгуна

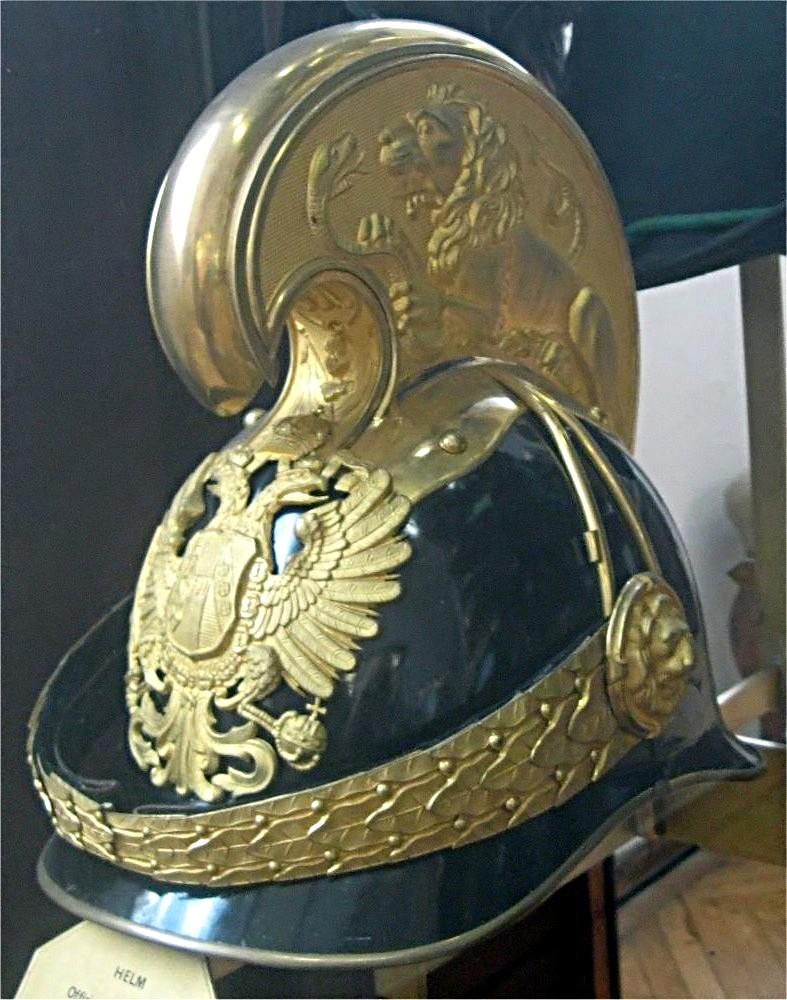
Офіцерський шолом драгуна

Драгунський шолом (нім. Draginerhelm) — використовувався лише під час бойових дій, на парадах. Під час якоїсь роботи, у походах та інших безпечніших ситуація використовували польову кепку. Шолом мав 2 козирки, один спереду — для захисту очей від сонця, а інший позаду — для захисту шиї. Шолом виготовлений з чорної дубленої шкіри, витиснений з однієї заготовки. Козирки лаковані. Козирки виготовлені з білої бляхи, але знизу зелені (козирок від сонця) і чорні (задній захисник козирок). Зверху був прикріплений «гребінь», виготовлений теж з білої жесті, але з обох боків теж лакований. В офіцерів гребінь відрізняється оздобленням по боках. На передній частині шолому знаходиться емблема.

### Мундир
Рядовий склад носив мундири скроєні за зразком піхотних. Колір мундиру — світло синій, як і в уланів. Замість погонів на лівому плечі — петля з шнурка (зробленого з жовтого шовку), а плечі пришитий, а біля шиї закріплений за спеціальний ґудзик. Комір і рукави обшивалися сукном визначеного для кожного полку кольору. Ґудзики теж відрізнялися кольором: або срібні, або золоті. На комір могли бути прикріплені знаки розрізнення драгунів певних спеціальностей (кулеметників, зв'язківців).

### Зимовий мундир
Зимовий мундир (Pelzrock) зроблений з того ж матеріалу, що і звичайний, але підшитий хутром ягняти. На грудях пришиті 2 ряди ґудзиків. Також був хутряний комір. В офіцерів тканина і хутро були кращої якості.

### Польовий кітель
Польовий кітель був сірого кольору і створений спеціально як похідна форма у польових умовах.

### Польова кепка
Польова кепка (нім. Feldkappe) — використовувалася під час якоїсь роботи чи порівняно безпечного виконання служби. Зроблена за зразком легкого головного убору піхоти. Офіцери носили також копію головного убору офіцерів піхоти.

### Штани
Штани (нім. Stiefelhose) мали специфічний покрій, зумовлений родом військ. У верхній частині широкого покриття, штанини звужуються і заправляються в чоботи. Спереду на стегні одна кишеня. Частина штанів на сідницях могла бути обшита для зміцнення ще одним шаром сукна такого ж кольору.

### Чоботи
Стандартні для всієї кавалерії, за винятком гусарів.

## Розпізнавальні кольори цісарсько-королівських полків
| Полк | Колір ґудзиків | Колір обшивки мундиру |
| ---- | -------------- | --------------------- |
| 1    | білий          | темно-червоний        |
| 2    | білий          | чорний                |
| 3    | жовтий         | темно-червоний        |
| 4    | білий          | трав'яно-зелений      |
| 5    | білий          | цісарський жовтий     |
| 6    | жовтий         | чорний                |
| 7    | білий          | сіро-жовтий           |
| 8    | жовтий         | яскраво-червоний      |
| 9    | жовтий         | трав'яно-зелений      |
| 10   | жовтий         | сіро-жовтий           |
| 11   | білий          | яскраво-червоний      |
| 12   | жовтий         | цісарський жовтий     |
| 13   | білий          | рубіновий             |
| 14   | жовтий         | рубіновий             |
| 15   | жовтий         | білий                 |

## Озброєння
Стандартним озброєнням драгунів, як і інших кавалерійських підрозділів, був карабін Штаєр, який характеризувався високою скорострільністю. Його заряджання здійснюється за допомогою обойми з п'ятьма набоями поміщеними в металічну пачку, яка залишається в магазині до використання всіх набоїв. Офіцери мали офіцерські револьвери. Також револьвери (Gasser Armeerevolver M 1870/74) могли бути у рядових, які не мали гвинтівки. Патронташ, виготовлений з коричневої шкіри, був прикріплений на поясі.
Також використовувалася кавалерійська шабля Kavalleriesäbel M 1869, тобто зразка 1869 року. Ефес офіцерської шаблі був прикрашений посрібленою ниткою. До кожної шаблі був прикріплений темляк — петля з ременя або стрічки. Вона відрізнялася своїм кольором у офіцерів різного рангу та рядових.